# RYOKO (漫画)
『RYOKO』（りょうこ）は、三ツ橋快人による日本の漫画作品。『週刊少年サンデー』（小学館）にて2016年47号より連載を開始し、2017年18号まで掲載。その後、同年19号から作者の病気療養のため長らく休載していたが、2019年8号より約2年ぶりに連載を再開し、2019年30号にて完結。本作は「新世代サンデー賞」史上初となる大賞受賞作品であり、三ツ橋のデビュー作である。

## 登場人物
殿場料子（てんば りょうこ）
本作の主人公。崩壊した日本で、食材を狩りながら家族と食卓を守り続ける少女。15歳。日本刀を使う。4年前の小5の時に「食材」に一族を襲われた際「師匠」に助けられ、狩りの能力を身に着けた。セーラー服と下駄、腰の高さまであるツインテールがトレードマーク。家族は両親と弟がいるが、母親は食材「黒毛A5和牛」との戦い後消息不明となっており、母に代わり家族と食卓を守ることを決意する。料子が作る料理は豪快だが味は美味しいらしい。母のような存在になることが夢だが恋愛経験はなく、奥手。膳に好意を抱いている。

膳（ぜん）
食材と戦っていた際に料子に助けられた少年。身寄りのない仲間たちと共同生活をしており、仲間からは「大将」と慕われている。変異細菌の感染者であり、触った食材を腐らせる能力を持つ。ただしどの程度触ったら食材が腐食するのかなどは本人も把握しておらず、謎が多い。食材らからは「細菌者（ジャーム）」と呼ばれている。白米との戦闘後、仲間とはぐれたため料子一族の近所に居候している。やや天然な性格だがリーダーシップを発揮する一面もあり、料子からは好意を抱かれているが本人は今一つ気付いていない。本名は膳夫丁（かしわで ひのと）といい、研究施設に保護されていた頃に大頭菜に出会い「膳」のあだ名をもらうが、施設で投与された薬の副作用で大頭菜の記憶はおろか自分の本名も喪失していた。

品品冷々（しなじな れれ）
「皿の町」に住む銃使い。父の死後に義母は家を出ており、5年前までは運送業で働きながら妹の菜々（なな）を養っていたが、運搬中の暴走した食材とみられる事故の責任を負わされる形で死刑囚となる。半年後に暴走した食材が日本中を襲うとこれに乗じ脱走するが、菜々はこの時すでに亡くなっており、敵を討つため食材と戦うが、次第に自らの無力さに絶望し死に場所を探すようになっていくものの料子と出会い勇気づけられ仲間となる。料子からは姉として慕われている。物言いはぶっきらぼうだが根は優しい性格。

殿場料夫（てんば かずお）
料子と料介の父。かつては政府の研究機関に勤めていたが、妻が警察官であることから食材の秘薬研究の終盤段階で解雇された経歴を持つ。4年前の「食材」に襲われた際に右足を失っている。優しい性格だが料理は下手。手先は器用で料子のために武器を作ることもある。戦闘能力はないものの、家族の危機の際は父らしい気迫を見せる。

殿場料介（てんば りょうすけ）
料子の弟。6歳。明るく朗らかな性格で料子の心の支えでもあるが、本人は料子に守られてばかりの自分を不甲斐なく思っている。

料子の母
料子の母。4年前に日本が崩壊する前は巡査だった。常人離れした高い身体能力を持つ、料子曰く「強くてかっこいい」人物。「黒毛A5和牛」と戦った際に消息不明となっており、料子は母に代わり家族と食卓を守ることを決意する。

大頭菜（だいとうさい）
料子からは「師匠」と呼ばれている、料子一家の命の恩人で彼女に食材の狩り方を教えた人物。膳と同様に「細菌者」であり、体内強化の能力を持つ。

白滝（しらたき）
4年前から膳と行動を共にしている、膳のグループの「副長」。チームでは調理も担当しているが、料理は上手くない。

白米（はくまい）
食材の一種で、米粒を弾丸のように飛ばす。他の食材に比べて圧倒的に強い。人類を淘汰し新しい秩序を生み出すことを目的としており、4年前に「黒毛A5和牛」を料子らに差し向けたのも白米である。

凩（こがらし）
白米の部下。4年前までは人間であったが、パセリに気に入られ仲間となる。見た目は人間と同じだが、パセリの能力により体を再生して戦うことができる。パセリのことは「ハニー」と呼ぶ。人間だった頃は義父の起こした交通事故により半身不随となった母の介護と、義父の借金の返済に追われる毎日であった。それ故料子の存在を知って以降は彼女の「まっすぐ」さが気に入らず固執するようになる。

パセリ
食材の一種で、白米の部下。凩のことを「ダーリン」と呼ぶ。自らの能力で凩を再生することができる。群れる事の少ない食材らの中では珍しく、凩との出会い以降は彼に対して一定の情を持っている。

ウブメ
白米の部下。食材を「子供」と呼び操る、謎の女。「細菌者」である膳に興味を示す。

## 制作と反響
三ツ橋の読み切り「RYOKO MEET MEAL」が2015年12月期の「新世代サンデー賞」で史上初となる大賞を受賞。当時の編集長であった市原武法が「今すぐに読者の皆様に届けるべき作品だと強く感じた」ことにより、三ツ橋は雑誌掲載の経験がないまま、新人賞の受賞作品を『週刊少年サンデー』本誌で連載することが決定となった。同誌で新人賞受賞作品が連載化されたのは河合克敏の『帯をギュッとね!』と藤田和日郎の『うしおととら』以来であり、「快挙」であると同時に、漫画業界でも異例の出来事であった。
2017年2月、単行本の第1巻が発売されたころには読者から「独特な絵柄」や「斬新な設定」、世紀末のような世界観が好評であった。そのため、本作が休載されていた期間には作者の三ツ橋への応援や、再開を期待する声が寄せられていた。

## 書誌情報
- 三ツ橋快人『RYOKO』 小学館〈少年サンデーコミックス〉、全5巻
  1. 2017年2月17日発売[1][8]、ISBN 978-4-09-127504-2
  2. 2019年2月18日発売[3][8]、ISBN 978-4-09-127556-1
  3. 2019年2月18日発売[3][8]、ISBN 978-4-09-128893-6
  4. 2019年5月17日発売[8]、ISBN 978-4-09-129160-8
  5. 2019年9月18日発売[8]、ISBN 978-4-09-129333-6